# Shadowland (groupe)
Pour les articles homonymes, voir Shadowland.
Shadowland est un groupe de rock néo-progressif britannique formé au début des années 90.

## Membres
Membres actuels
- Clive Nolan (chant et piano)
- Kar Groom (guitare)
- Nick Harradence (batterie)
- Mark Westwood (basse et guitare acoustique)
- Mike Varty (claviers)

Anciens membres
- Ian Salmon (basse)

## Discographie
- 1992: Ring of Roses
- 1994: Through the Looking Glass
- 1996: Mad as a Hatter
- 2009: A Matter of Perspective

## Vidéographie
- 2009: Edge of Night